# Форфар Атлетик
«Форфа́р Атле́тик» (англ. и скотс Forfar Athletic F.C.) — шотландский футбольный клуб из города Форфар, выступающий в Первая лига Шотландии. Основан в 1885 году, домашние матчи, начиная с 1888 года, проводит на стадионе «Стейшн Парк», вмещающем 6777 зрителей. Клуб вступил в шотландскую лигу в 1921 году, заняв по итогам сезона 14-е место во Втором дивизионе. Во втором дивизионе «Форфар Атлетик» выступал вплоть до приостановки первенства на время Второй мировой войны, проведя один сезон 1925/26 в третьем дивизионе. После войны клуб начал выступать в третьем дивизионе, но вскоре вновь поднялся во второй. Наиболее удачным сезоном в истории клуба стал сезон 1985/86, когда ему не хватило лишь одного очка для выхода в Высший шотландский дивизион.

## Достижения
- Второй дивизион Шотландии:
  - Чемпион (2): 1948/49, 1983/84.
- Третий дивизион Шотландии:
  - Чемпион (1): 1994/95.
  - Вице-чемпион (2): 1996/97, 2009/10.

## Рекорды клуба
- Лучшая победа: 14:1, соперник «Линдертис», 1 сентября 1888 года
- Худшее поражение: 2:12, соперник «Куинз Парк», 2 января 1930 года
- Наибольшая домашняя посещаемость: 10 780 зрителей, соперник «Рейнджерс», 7 февраля 1970 года
- Лучший бомбардир: Джон Кларк, 127 голов, 1978—1991 годы
- Лучший бомбардир в одном сезоне: Дэйв Килгур, 45 голов, сезон 1929-30
- Больше всех матчей за клуб: Иан Макфи, 534 матча, 1979—1998 годы